# Vene falangare dorsale ale piciorului
Venele falangare dorsale sunt venele de pe dosul piciorului care primesc, în fisurile dintre degetele picioarelor, venele intercapitulare din arcul venos plantar și se unesc pentru a forma venele digitale comune scurte. 

## Vezi și
- arc venos plantar
- vene intercapitulare
- vene digitale comune scurte
- vene metatarsiene dorsale